# (4448) Phildavis
(4448) Phildavis est un astéroïde de la ceinture principale.

## Description
(4448) Phildavis est un astéroïde de la ceinture principale. Il fut découvert le 5 mars 1986 à l'Observatoire Palomar par Carolyn S. Shoemaker. Il présente une orbite caractérisée par un demi-grand axe de 2,55 UA, une excentricité de 0,08 et une inclinaison de 16,8° par rapport à l'écliptique.

## Compléments